# William Ruto
William Kipchirchir Samoei Arap Ruto (n.  ?) este un politician kenyan, al cincilea președinte al Kenyei, în funcție din 13 septembrie 2022. Înainte de a deveni președinte, a fost primul vicepreședinte ales al Kenyei, funcție pe care a deținut-o între 2013 și 2022. Anterior, a ocupat trei portofolii ministeriale: ministru de interne, ministru al agriculturii și ministru al educației superioare.
Ruto a fost ales deputat în Parlamentul Kenyei pentru circumscripția Eldoret North între 1997 și 2007 din partea partidului KANU, iar între 2007 și 2013 din partea partidului ODM. A fost ministru de interne în administrația condusă de Daniel arap Moi⁠(d) între august și decembrie 2002.
În cadrul administrației lui Mwai Kibaki, a fost ministru al agriculturii între 2008 și 2010 și ministru al educației superioare din aprilie până în octombrie 2010. Ruto a candidat pentru prima dată la funcția de președinte în alegerile din 2007, dar a pierdut în alegerile interne ale partidului ODM în fața lui Raila Odinga⁠(d); împreună cu Musalia Mudavadi, care s-a clasat pe locul al doilea, l-a susținut apoi pe Odinga ca și candidat. A candidat din nou la președinție în alegerile din 2013, dar și-a retras candidatura în favoarea lui Uhuru Kenyatta⁠(d).
Ulterior, a fost nominalizat pentru funcția de vicepreședinte în alegerile din 2013 din partea Partidului Republican Unit (United Republican Party), devenind partener de candidatură al lui Uhuru Kenyatta⁠(d) din partea alianței The National Alliance (TNA). A fost reales vicepreședinte în alegerile generale din 2017, sub egida Partidului Jubiliar (Jubilee Party). Ruto a candidat cu succes la președinție în alegerile din 2022, de această dată din partea Alianței Democrate Unite (United Democratic Alliance, UDA).
Pe fondul unei rupturi politice, Kenyatta a susținut candidatura rivalului său, Raila Odinga⁠(d). Alegerile au fost marcate de acuzații de fraudă electorală lansate de susținătorii lui Odinga, deși observatorii internaționali nu au confirmat aceste afirmații.

## Biografie
Membru al grupului etnic Kalenjin din Provincia Rift Valley, William Ruto s-a născut la 21 decembrie 1966 în satul Sambut, Kamagut, în comitatul Uasin Gishu, fiind fiul lui Daniel Cheruiyot și al lui Sarah Cheruiyot.

### Educație
Ruto și-a început studiile la Școala Primară Kamagut, ulterior transferându-se la Școala Primară Kerotet—ambele situate în comitatul Uasin Gishu—unde a susținut examenul pentru Certificatul de Educație Primară (Certificate of Primary Education – CPE). A urmat apoi cursurile Școlii Secundare Wareng, tot în comitatul Uasin Gishu, și mai târziu ale Liceului Kapsabet din comitatul Nandi, unde a obținut diplomele de nivel „O” (Ordinary Level) și „A” (Advanced Level), respectiv.
Ulterior, s-a înscris la Universitatea din Nairobi pentru a studia botanică și zoologie, absolvind în 1990 cu o diplomă de licență. A continuat studiile la aceeași universitate, obținând un master în ecologia plantelor. În anul următor absolvirii, s-a înscris la un program de doctorat la aceeași universitate, iar după mai multe obstacole și întârzieri, și-a finalizat teza și a absolvit la 21 decembrie 2018.
Ruto a publicat mai multe lucrări științifice, printre care și una intitulată Plant Species Diversity and Composition of Two Wetlands in the Nairobi National Park, Kenya (în română Diversitatea și compoziția speciilor de plante în două zone umede din Parcul Național Nairobi, Kenya).
În timpul studiilor de licență, Ruto a fost membru activ al Uniunii Creștine a universității. A deținut, de asemenea, funcția de președinte al corului Universității din Nairobi. Prin activitățile sale religioase desfășurate în cadrul universității, l-a cunoscut pe președintele Daniel arap Moi⁠(d), care avea să-l introducă ulterior în politică, în contextul alegerilor generale din 1992.

## Carieră politică
După absolvirea Universității din Nairobi în 1990, Ruto a fost angajat ca profesor suplinitor în regiunea North Rift, între 1990 și 1992. În această perioadă, a fost și liderul corului bisericii locale, Africa Inland Church (AIC).

### YK'92
Ruto și-a început cariera politică în calitate de trezorier al grupului de campanie YK'92, care susținea realegerea președintelui Moi în 1992, ocazie cu care a învățat elementele de bază ale politicii kenyene. Se crede, de asemenea, că în această perioadă a acumulat o anumită avere. După alegerile din 1992, președintele Moi a dizolvat grupul YK'92, iar Ruto a candidat fără succes pentru mai multe funcții de conducere la nivel local în cadrul partidului KANU, aflat la acea vreme la guvernare în Kenya.

### Membru al Parlamentului
Ruto a candidat pentru un mandat parlamentar la alegerile generale din 1997. În mod surprinzător, l-a învins pe deputatul în funcție, Reuben Chesire, candidatul preferat al lui Moi, precum și președintele filialei KANU din Uasin Gishu și ministru adjunct. Ulterior, a câștigat simpatia lui Moi și a fost numit director de alegeri al partidului KANU. Sprijinul său ferm, în 2002, pentru succesorul preferat de Moi, Uhuru Kenyatta⁠(d), i-a adus numirea în funcția de ministru adjunct în Ministerul Afacerilor Interne. Mai târziu, în timpul acelorași alegeri, când mai mulți miniștri guvernamentali au demisionat pentru a se alătura opoziției, Ruto a fost promovat ministru cu drepturi depline. Deși KANU a pierdut alegerile, el și-a păstrat mandatul parlamentar. În 2005, Ruto a fost ales secretar general al KANU, iar Uhuru Kenyatta⁠(d) a devenit președinte al partidului.
În 2005, Kenya a organizat un referendum pentru adoptarea unei noi constituții, față de care KANU s-a opus. Unii membri ai coaliției guvernamentale NARC, în special foști miniștri KANU care s-au alăturat opoziției în 2002 sub sigla LDP și care erau nemulțumiți că președintele Mwai Kibaki nu respectase un memorandum de înțelegere semnat înaintea alegerilor — privind împărțirea puterii și crearea funcției de prim-ministru — s-au alăturat KANU pentru a se opune proiectului constituțional. Simbolul votului „Nu” era o portocală, motiv pentru care această coaliție și-a asumat denumirea de Mișcarea Democrată Portocalie (Orange Democratic Movement – ODM). Ruto a făcut parte din conducerea acesteia, cunoscută sub numele de „Penticostarul” (The Pentagon). El și-a consolidat baza electorală în Provincia Rift Valley. ODM a câștigat referendumul.
În ianuarie 2006, Ruto a anunțat public că intenționează să candideze la președinție în următoarele alegeri generale (2007). Declarația sa a fost criticată de unii colegi din KANU, inclusiv de fostul președinte Moi. Până la acel moment, ODM devenise un partid politic.[16] Ruto a căutat nominalizarea partidului ODM drept candidat la președinție, dar la 1 septembrie 2007 s-a clasat al treilea cu 368 de voturi. Câștigătorul a fost Raila Odinga⁠(d), cu 2.656 voturi, iar pe locul al doilea s-a clasat Musalia Mudavadi, cu 391. Ruto și-a exprimat sprijinul pentru Odinga după încheierea votului. Când KANU, sub conducerea lui Uhuru Kenyatta, a decis să-l susțină pe Kibaki, Ruto a demisionat din funcția de secretar general al partidului KANU la 6 octombrie 2007.

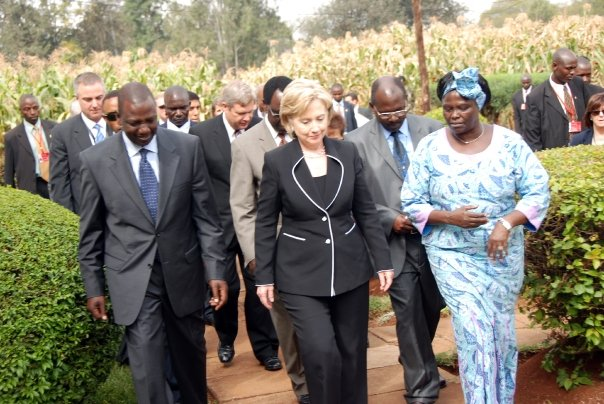
Secretarul de Stat al SUA Hillary Clinton (centru) merge alături de ministrul agriculturii William Ruto (stânga) și de activista pentru mediu și politicianul Wangari Maathai (dreapta), în timpul unei vizite la Institutul de Cercetare Agricolă din Kenya (KARI), lângă Nairobi, 5 august 2009.

Alegerile prezidențiale din decembrie 2007 s-au încheiat într-un impas. Comisia Electorală din Kenya l-a declarat câștigător pe Kibaki, însă Raila și ODM au revendicat victoria. Mwai Kibaki a fost învestit în grabă ca președinte în urma scrutinului. După alegeri și disputele privind rezultatul, Kenya a fost cuprinsă de o criză politică violentă. Kibaki și Odinga au convenit asupra formării unui guvern de coaliție. În cadrul guvernului de coaliție, anunțat la 13 aprilie 2008 și învestit la 17 aprilie, Ruto a fost numit ministru al agriculturii. De asemenea, Ruto a fost deputat al circumscripției Eldoret North între 2008 și 4 martie 2013.
Ruto s-a numărat printre persoanele puse sub acuzare de Curtea Penală Internațională (CPI) pentru implicarea sa în violențele post-electorale din 2007/2008. Totuși, cazul a întâmpinat dificultăți, în special din cauza retragerii unor martori-cheie ai acuzării. În aprilie 2016, Curtea a renunțat la acuzațiile împotriva sa.
La 21 aprilie 2010, Ruto a fost transferat de la Ministerul Agriculturii la Ministerul Educației Superioare, făcând schimb de posturi cu Sally Kosgei. La 24 august 2011, a fost eliberat din funcțiile ministeriale, dar a rămas deputat. Ulterior, s-a aliat cu Uhuru Kenyatta pentru a forma alianța Jubiliară în perspectiva alegerilor prezidențiale din 2013.

## Vicepreședinția

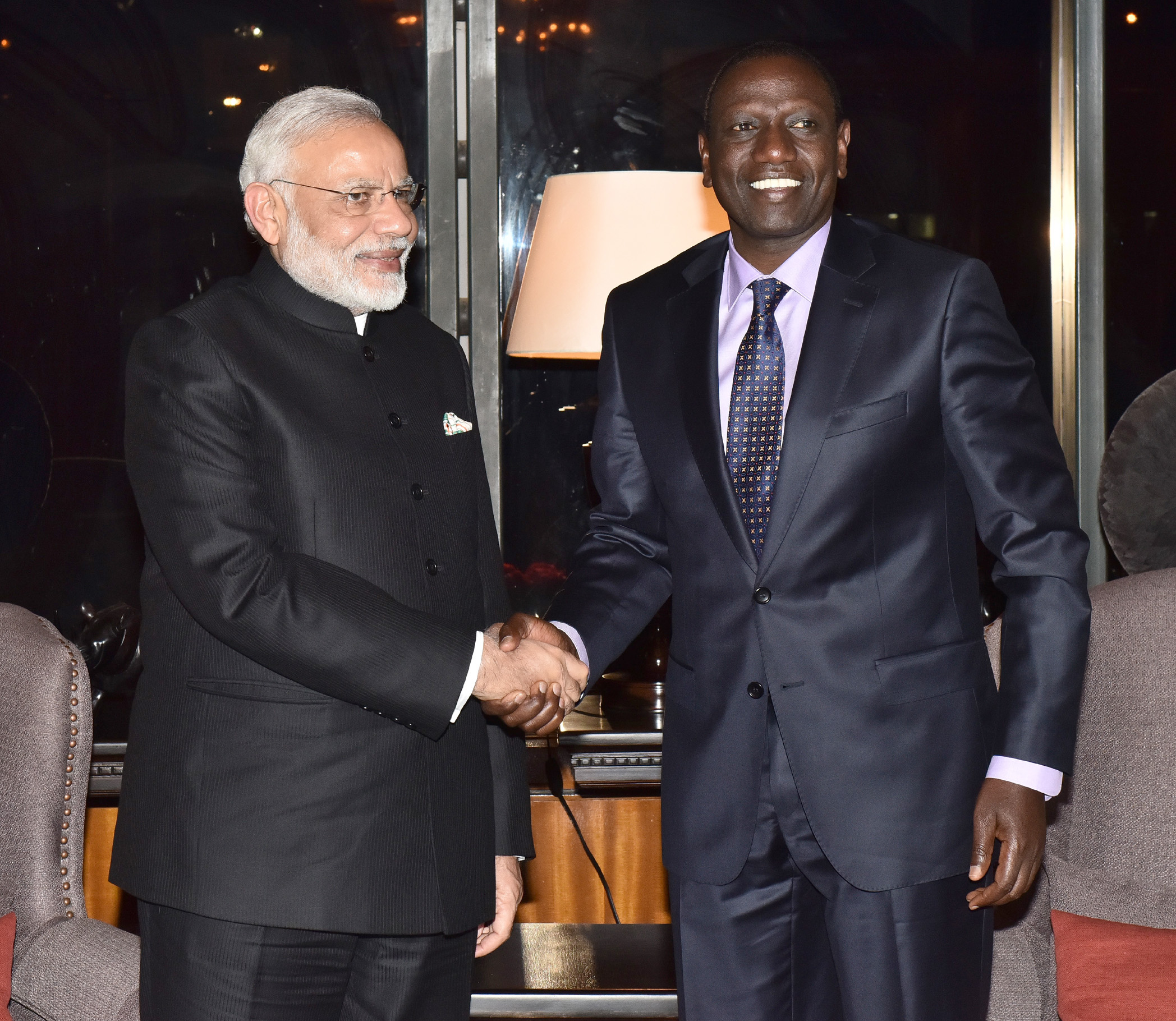
Ruto alături de prim-ministrul Indiei, Narendra Modi, în 2016

### Președinte interimar
La 6 octombrie 2014, William Ruto a fost numit președinte interimar al Kenyei de către președintele în exercițiu de atunci, Uhuru Kenyatta⁠(d), în urma convocării acestuia din urmă de către Curtea Penală Internațională (CPI). Ruto a exercitat această funcție între 6 și 9 octombrie 2014, în perioada în care președintele Kenyatta s-a aflat la Haga. La momentul transferului oficial al prerogativelor prezidențiale, în fața Parlamentului, Uhuru a explicat: „Pentru a proteja suveranitatea Republicii Kenya, voi semna o notă legală prin care îl numesc pe onorabilul William Ruto președinte interimar pe durata participării mele la conferința de status.”
La alegerile generale din august 2017, Uhuru Kenyatta și William Ruto au fost declarați câștigători, obținând 54% din totalul voturilor exprimate. Cu toate acestea, Curtea Supremă a Kenyei a anulat rezultatul alegerilor, dispunând organizarea unui nou scrutin în octombrie 2017. Opoziția a boicotat alegerile repetate, iar Uhuru și Ruto au fost realeși cu 98% din totalul voturilor valabil exprimate. Curtea Supremă a confirmat validitatea acestor alegeri.

### Campania prezidențială
În decembrie 2020, Ruto și-a anunțat alianța cu nou-înființatul partid Alianța Democrată Unită (United Democratic Alliance – UDA). A fost singurul candidat prezidențial care a participat la cea de-a doua parte a dezbaterii prezidențiale din 2022.
La 15 august 2022, la șase zile după alegerile generale desfășurate pe 9 august, președintele Comisiei Electorale Independente și pentru Delimitarea Circumscripțiilor (Independent Electoral and Boundaries Commission – IEBC), Wafula Chebukati, a anunțat că William Ruto a câștigat alegerile prezidențiale, învingându-l pe Raila Odinga⁠(d), candidatul partidului Azimio La Umoja. Ruto a obținut 50,49% din voturile valabil exprimate, iar Odinga 48,85%.
Raila Odinga a contestat rezultatul anunțat de IEBC, depunând o plângere la Curtea Supremă. La 5 septembrie, judecătorii Curții Supreme au decis în unanimitate că probele prezentate de echipa lui Odinga sunt neconcludente și au confirmat victoria lui Ruto. În reacție la hotărâre, Odinga a declarat că respectă decizia Curții Supreme, deși nu este de acord cu ea.

## Președinția
La 13 septembrie 2022, William Ruto a fost învestit în funcția de președinte al Kenyei pe Stadionul Internațional Moi din Kasarani, în cadrul unei ceremonii oficiate de președinta Curții Supreme, Martha Koome, la care au participat peste 20 de șefi de stat și de guvern. Ziua învestirii a fost declarată sărbătoare publică. Participarea publicului a fost foarte numeroasă, unele grupuri de cetățeni intrând în conflict cu forțele de securitate în încercarea de a pătrunde pe stadion; cu toate acestea, evenimentul s-a desfășurat pașnic. După ceremonie, Ruto și-a început oficial mandatul de președinte al Kenyei.
Imediat după preluarea funcției, Ruto s-a angajat să combată schimbările climatice și să elimine utilizarea combustibililor fosili în producerea energiei electrice din Kenya până în anul 2030.
Pe 18 septembrie 2022, președintele Ruto a efectuat prima sa vizită oficială în străinătate ca șef de stat, în Regatul Unit, pentru a participa la funeraliile de stat ale Reginei Elisabeta a II-a, organizate pe 19 septembrie 2022 la Westminster Abbey din Londra.
Două zile mai târziu, pe 21 septembrie 2022, Ruto a susținut primul său discurs în calitate de președinte în fața Adunării Generale a Națiunilor Unite la New York. Făcând referire la planul intern „Build Back Better” al președintelui Joe Biden, Ruto a propus un efort global pentru „reconstrucția de jos în sus”, susținând că obiectivul trebuie să fie „integrarea în economia formală a majorității active, marginalizate”. Alte teme abordate au inclus extinderea reprezentării Africii în Consiliul de Securitate al ONU, creșterea investițiilor pe continentul african, trecerea „de la ajutor la investiții”, valorificarea „capitalului uman dinamic” al Africii pentru prosperitate economică și un efort colectiv global pentru combaterea schimbărilor climatice.
În septembrie 2022, Ruto a avertizat că Cornul Africii traversează cea mai gravă secetă din ultimii 40 de ani, precizând că „3,1 milioane de persoane se confruntă cu secetă severă doar în Kenya.”
Referindu-se la războiul din Tigray, în nordul Etiopiei, între forțele guvernamentale și rebelii tigrini, Ruto a declarat că „orice se întâmplă în Etiopia ajunge și în Kenya.”
În ceea ce privește războiul civil din Somalia, Ruto a afirmat că „trupele kenyene se vor întoarce acasă imediat ce ne vom fi încheiat misiunea în Somalia.”
În noiembrie 2022, guvernul condus de Ruto a lansat Hustler Fund, un program de credite menit să acorde împrumuturi imediate cetățenilor kenyeni.
În 2023, Ruto a propus o privatizare la scară largă a întreprinderilor publice, susținând că nu este sustenabil din punct de vedere economic ca statul să continue să investească resurse în menținerea acestora.
Pe 25 iunie 2024, cel puțin cinci persoane au murit în urma unor proteste violente legate de majorarea taxelor. Ruto propusese o serie de creșteri fiscale, justificând că peste jumătate din veniturile fiscale anuale ale țării sunt alocate pentru plata datoriei publice. Noile taxe vizează „de la deținerea de autovehicule și tranzacții financiare până la produse de igienă, precum absorbantele sanitare.”
Pe 11 iulie, Ruto a demis majoritatea membrilor cabinetului, cu excepția vicepreședintelui și a prim-ministrului adjunct. A doua zi, șeful poliției, Japhet Koome, a demisionat, după ce în cursul protestelor împotriva proiectului de lege financiară au murit 40 de persoane. Koome a fost considerat responsabil pentru violențele comise de forțele de ordine împotriva manifestanților. S-a remarcat că „aproximativ 60% din veniturile colectate ale Kenyei sunt destinate serviciului datoriei publice.”
În septembrie 2024, William Ruto și cancelarul german Olaf Scholz au semnat un acord prin care piața muncii din Germania este deschisă pentru până la 250.000 de lucrători migranți calificați și semi-calificați din Kenya. Acordul prevede, de asemenea, simplificarea procedurilor de repatriere a cetățenilor kenyeni din Germania. Există însă îngrijorări privind fenomenul de „brain drain” în Kenya, întrucât specialiști precum medicii și asistenții medicali ar putea alege să lucreze în Germania pentru salarii mai mari. Acordul a fost încheiat într-un context în care partidul german anti-imigrație AfD câștigă popularitate.

## Controverse

### Acuzații de însușire ilegală de terenuri

#### Terenul hotelului Weston
William Ruto a fost implicat într-un scandal de expropriere ilegală legat de dobândirea controversată a terenului pe care este construit Hotelul Weston, fiind implicat într-o dispută publică cu mai multe instituții de stat din Kenya cu privire la proprietarul inițial al terenului. Potrivit The Standard, Autoritatea Kenyană pentru Aviație Civilă (Kenya Civil Aviation Authority – KCAA), o agenție guvernamentală, ar fi fost înșelată pentru a ceda terenul pe care a fost ulterior construit hotelul Weston. În 2001, KCAA, care ocupa inițial terenul, a primit alte parcele aparținând unei alte instituții publice – departamentul de meteorologie. În august 2020, Ruto s-a oferit să plătească statului pentru terenul respectiv. Mai târziu, în același an, KCAA a refuzat despăgubirea și a cerut demolarea hotelului, invocând faptul că terenul fusese dobândit prin ilegalitate, fraudă și corupție. Potrivit KCAA, terenul public fusese destinat construirii unui sediu și a unor trasee de zbor, dar a fost înstrăinat prin complicitate cu firme private, Priority Ltd și Monene Investments, despre care s-a raportat că ar fi asociate cu Ruto.
În aceeași lună, un alt parlamentar, Ngunjiri Wambugu, a cerut ca toate celelalte cazuri de însușire ilegală a proprietăților de stat din Kenya să fie închise, dacă suspecții sunt dispuși să compenseze prejudiciile, criticând astfel tratamentul preferențial de care părea să beneficieze Ruto. În decembrie 2020, banca KCB a susținut cauza lui Ruto în disputa judiciară privind recuperarea terenului, temându-se că ar putea pierde garanția aferentă unui credit de 1,2 miliarde de șilingi acordat pentru hotelul Weston, asociat cu Ruto.

#### Scandalul terenurilor din Pădurea Ngong (KPC Ngong Forest land scandal)

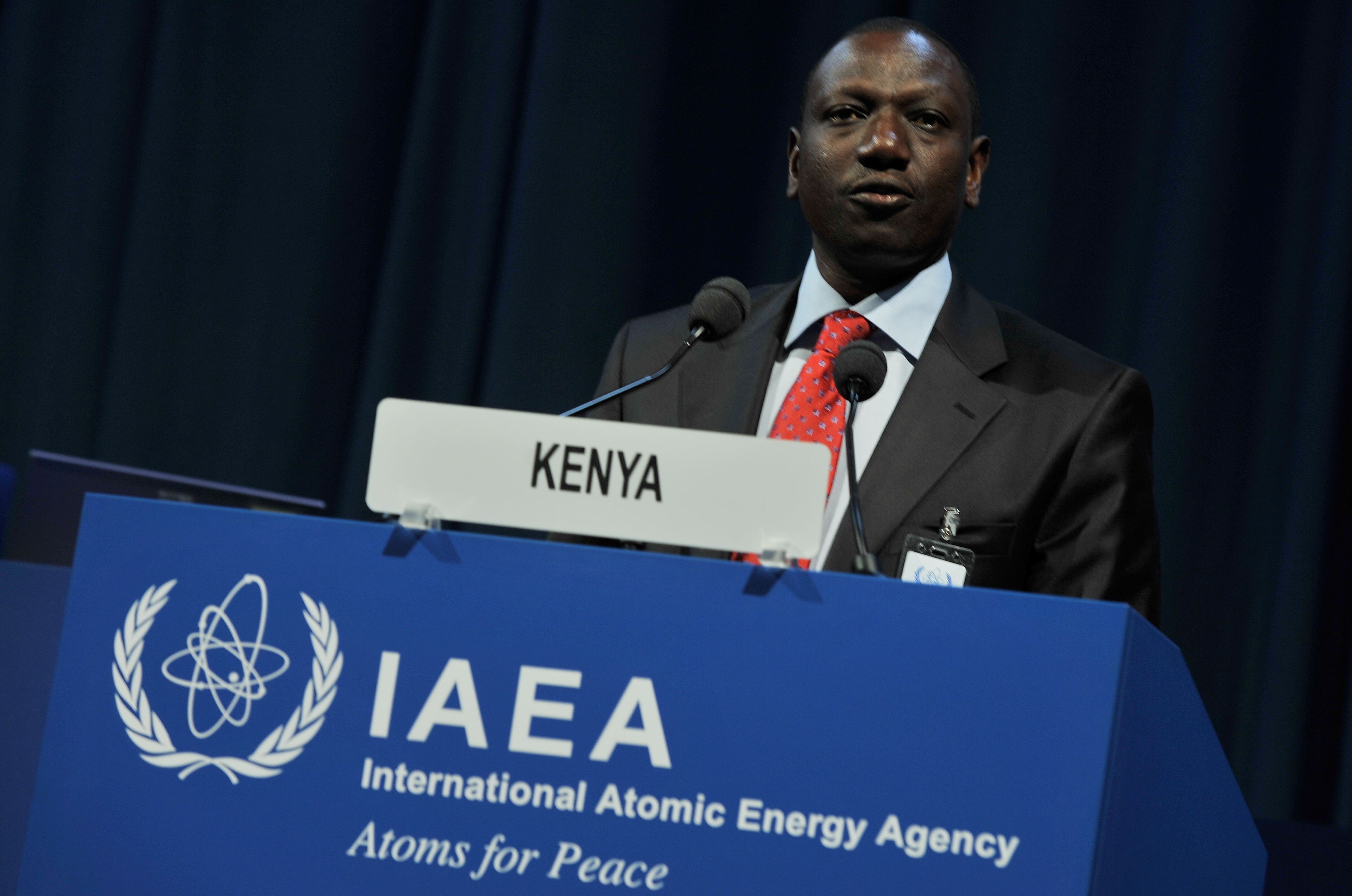
Ruto la cea de-a 54-a Sesiune Ordinară a Conferinței Generale a AIEA

În 2004, Ruto a fost acuzat că ar fi fraudat o altă companie de stat, Kenya Pipeline Company (KPC), prin tranzacții dubioase de terenuri, implicând sume importante de bani. A fost achitat în 2011, dar în 2020, pe fondul deteriorării relațiilor cu președintele Uhuru Kenyatta⁠(d), în contextul unei campanii anticorupție lansate de acesta, poliția a redeschis ancheta în acest caz.

#### Terenul Muteshi
În iunie 2013, un tribunal l-a obligat pe Ruto să plătească suma de 5 milioane de șilingi unei victime a violențelor post-electorale din 2007/2008, pentru că i-ar fi ocupat ilegal terenul în perioada respectivă. În aceeași hotărâre, Ruto a fost evacuat de pe terenul respectiv din comitatul Uasin Gishu. Adrian Muteshi l-a acuzat pe Ruto că i-a confiscat și ocupat în mod ilegal o proprietate de 100 de acri în Uasin Gishu, după ce Muteshi a fost nevoit să fugă pentru a-și salva viața în timpul violențelor. În februarie 2014, Ruto a contestat decizia de a plăti despăgubirea. În 2017, el și-a retras apelul. Adrian Muteshi a decedat în octombrie 2020, la vârsta de 86 de ani, din cauze neprecizate.

#### Joseph Murumbi
În octombrie 2019, Daily Nation a relatat că dobândirea de către William Ruto a unui teren de 900 de acri, ce aparținuse unui fost vicepreședinte kenyan, Joseph Murumbi, îl urmărește în continuare, întrucât ar fi fost implicat într-o achiziție neregulamentară a respectivei proprietăți. În aceeași lună, Ruto a respins articolele ca fiind parte a unei campanii de dezinformare, susținând că acestea reprezentau „știri false” sponsorizate în mod evident. Ulterior, un activist pentru drepturile omului, reprezentând organizația Trusted Society of Human Rights Alliance, a cerut inițierea unei anchete cu privire la dobândirea suspectă a terenului de 900 de acri care a aparținut fostului vicepreședinte Murumbi.
Conform acuzațiilor, Joseph Murumbi ar fi avut un litigiu cu o instituție financiară de stat, Agricultural Finance Corporation (AFC), în urma neachitării unui împrumut garantat cu terenul respectiv. Se presupune că, după ce Murumbi nu a rambursat împrumutul, AFC a preluat legal proprietatea asupra terenului, care a fost ulterior vândut lui Ruto, după ce acesta ar fi achitat restanțele datorate de Murumbi către instituția de stat.

### Asasinarea lui Jacob Juma
William Ruto a fost în mod repetat și pe scară largă asociat cu asasinarea lui Jacob Juma, conform unor relatări din presă, declarații ale activiștilor, ale unor politicieni și lideri ai opoziției din Kenya – inclusiv ale lui Jacob Juma însuși. Juma, un om de afaceri înstărit, devenise un critic virulent al guvernului și un militant anti-corupție, cunoscut pentru mesajele sale criptice și acuzatoare postate pe Twitter, în special la adresa lui Ruto și a administrației Jubilee, cu câteva luni înainte de a fi asasinat la Nairobi.
În decembrie 2015, Jacob Juma a afirmat pe Twitter că Ruto era „obsedat să-l omoare”. În mai 2016, Juma a fost împușcat mortal pe Ngong Road din Nairobi. În aceeași lună, la înmormântarea sa, fostul parlamentar din Lugari și fost aliat al lui Ruto, Cyrus Jirongo, a susținut că Juma îl pălmuisese pe Ruto într-un conflict personal, invocând această altercație fizică drept motiv pentru ca poliția să investigheze asasinatul. Drept răspuns, Ruto a amenințat că îl va da în judecată pe Jirongo pentru calomnie. Jirongo a mai afirmat că el și fostul ministru Chris Okemo au contribuit personal la plata taxelor universitare ale lui Jacob Juma și că era foarte familiarizat cu circumstanțele din jurul cazului. Potrivit lui Jirongo, aceiași asasini ar fi fost implicați și în uciderea lui Meshack Yebei, un martor cheie în dosarul ICC care îl viza pe Ruto.
În iunie 2016, ziarul canadian Financial Post și publicația kenyană The Standard au relatat că Jacob Juma era directorul unei companii canadiene, Pacific Wildcat, al cărei permis de exploatare a unor zăcăminte evaluate la 2 miliarde de dolari în regiunea Kwale a fost revocat imediat după venirea la putere a guvernului Jubilee. După anulare, Juma a acuzat public, într-o conferință de presă, că ministrul minelor de la acea vreme, Najib Balala, ar fi cerut mită pentru a reemite licența companiei. Această anulare i-a provocat lui Juma ruinarea financiară, fiind raportat că ajunsese să împrumute frecvent bani.
Conform unui alt oficial al companiei canadiene, Ruto și Balala ar fi cerut transferul licenței către o nouă companie în care guvernul kenyan urma să dețină 50% fără plată. În consecință, Jacob Juma a devenit un critic înverșunat al guvernului Jubilee și al lui Ruto, exprimându-și opoziția în presă, pe rețelele sociale, în instanță, în corespondență cu lideri ai opoziției și cu misiuni diplomatice din Kenya. Ulterior, s-a aflat că Juma promisese consiliului de administrație al Pacific Wildcat că va combate blocajele birocratice și corupția care împiedicau obținerea licenței. O hotărâre a Înaltei Curți din Kenya a constatat că anularea licenței de către ministru a fost justificată.
În octombrie 2016, fotojurnalistul și activistul Boniface Mwangi l-a legat public pe Ruto de asasinat Ruto l-a dat în judecată pentru defăimare, iar avocatul său a afirmat că acuzațiile au afectat imaginea vicepreședintelui în rândul cetățenilor „cu gândire profundă” din Kenya.
În decembrie 2016, un angajat din biroul lui Ruto a fost raportat ca fiind sursa unei scrisori transmisă către Mwangi, cu detalii despre presupusul asasinat, care ar fi susținut indirect acuzațiile activistului în procesul intentat de Ruto. Totuși, în aceeași lună, s-a anunțat că respectivul angajat urma să fie inculpat pentru tentativă de șantaj. Un ofițer de poliție a afirmat că suspectul a susținut că un coleg al său, numit Rono, deținea informații credibile despre o tentativă de asasinat asupra lui Mwangi sub forma unui accident rutier regizat. Ulterior, angajatul a fost supus unei expertize psihiatrice, după ce a declarat că a fost instruit să mintă în legătură cu uciderea lui Jacob Juma la cererea lui Mwangi.
În februarie 2017, activistul Boniface Mwangi a susținut public că Ruto îl dorea mort „așa cum l-a ucis pe Jacob Juma”.

### Citație la Curtea Penală Internațională
În decembrie 2010, procurorul Curții Penale Internaționale a anunțat că intenționează să solicite citarea a șase persoane, inclusiv Ruto, pentru implicarea acestora în violențele electorale din perioada 2007–2008. Ulterior, Camera preliminară a CPI a emis o citație pe numele lui Ruto la cererea procurorului. Ruto a fost acuzat de planificarea și organizarea unor crime împotriva susținătorilor Partidului Unității Naționale al președintelui Kibaki. El a fost inculpat pentru trei capete de acuzare privind crime împotriva umanității: unul pentru omor, unul pentru transferul forțat al populației și unul pentru persecuție. La 23 ianuarie 2012, CPI a confirmat acuzațiile împotriva lui Ruto și Joshua Sang, într-un dosar care îi implica și pe Uhuru Kenyatta, Francis Muthaura, Henry Kosgey și generalul-maior Mohammed Hussein Ali. Ruto a declarat guvernului american că incendiul de la biserica din Kiambaa, din 1 ianuarie 2008, survenit după alegerile generale din 2007, a fost un accident. În 2009, raportul Comisiei Waki a susținut însă că „incidentul care a captat atenția kenienilor și a lumii întregi a fost un incendiu deliberat în care au fost arse de vii persoane, în special femei și copii Kikuyu adăpostiți într-o biserică” din Kiambaa la 1 ianuarie 2008. În aprilie 2016, Curtea Penală Internațională a renunțat la urmărirea penală a lui Ruto, invocând intimidarea extinsă a martorilor și „interferențele politice intolerabile” care au făcut imposibilă continuarea procesului.

### Atacul asupra reședinței
La 28 iulie 2017, reședința lui Ruto a fost ținta unui atac comis de cel puțin un individ înarmat cu o macetă, incident în urma căruia agentul de poliție aflat în serviciu a fost rănit. În momentul atacului, Ruto și familia sa nu se aflau în incintă, acesta plecând cu câteva ore înainte la un miting electoral în Kitale. Au fost raportate focuri de armă, iar mai multe surse din domeniul securității au afirmat că atacul ar fi fost organizat de mai multe persoane. Poliția a considerat inițial că ar fi existat mai mulți atacatori, deoarece s-au folosit arme de foc diferite. Aproximativ 48 de ore mai târziu, șeful Poliției din Kenya, Joseph Boinnet, a anunțat că atacatorul a fost împușcat mortal și că situația este sub control.

### Controversa banchetului de stat din 2025
În seara zilei de 18 martie, Ruto și Prima Doamnă, Rachel Ruto, au găzduit un banchet de stat la State House, Nairobi, în onoarea regelui Willem-Alexander și a reginei Máxima ai Țărilor de Jos. După încheierea discursului de deschidere, președintele Ruto, încălcând protocolul, l-a prezentat pe Patrick V. Verkooijen, cancelar olandez al Universității din Nairobi, ca vorbitor-surpriză, în loc să-i acorde cuvântul invitatului său oficial, regele olandez, care s-a arătat vizibil surprins. Verkooijen a rostit apoi un discurs de 7,5 minute în care a elogiat realizările lui Ruto, gest care a atras critici din partea delegației regale.

### Construirea unei biserici
În iulie 2025, președintele Ruto a anunțat că va construi o biserică în incinta reședinței prezidențiale State House din Nairobi, utilizând fonduri proprii. Decizia a fost amplu criticată, Societatea Ateilor din Kenya amenințând cu un proces, acuzând promovarea „naționalismului creștin”, iar arhiepiscopul catolic al Nairobiului, Philip Anyolo, solicitând clarificări privind eventuala favorizare a anumitor confesiuni. Cotidianul Daily Nation a publicat ceea ce susțineau a fi planurile arhitecturale ale clădirii, prezentând o structură de mari dimensiuni, cu vitralii și o capacitate de 8.000 de persoane, și a estimat costul construcției la 9 milioane de dolari, ridicând întrebări privind respectarea principiilor secularismului consacrate în constituția kenyană.

## Viața personală
Ruto este căsătorit cu Rachel Chebet. Cei doi au locuit inițial în Dagoretti, unde li s-a născut primul copil. S-au căsătorit în 1991, în cadrul Bisericii Africa Inland. În prezent, au șase copii.
Ruto este creștin evanghelic și membru al Bisericii Africa Inland.
Deține o fermă de păsări în satul său natal, Sugoi, activitate inspirată inițial de perioada în care a vândut pui de găină pe ruta Nairobi–Eldoret–Malaba. Împreună cu soția sa, a construit o capelă în incinta reședinței lor din cartierul Karen, Nairobi.

## Distincții, premii și recunoașteri

### Distincții naționale
Kenya
- Mare Cruce a Ordinului Inimii de Aur a Kenyei (Chief of the Order of the Golden Heart of Kenya)

### Distincții străine
| Panglică | Distincție                                        | Țară           | Data | Referință |
| -------- | ------------------------------------------------- | -------------- | ---- | --------- |
|          | Ordinul Semilunii Verzi a Comorelor (Marea Cruce) | Comore         | 2023 | [ 114 ]   |
|          | Ordinul Steaua Ghanei (Companion)                 | Ghana          | 2024 | [ 115 ]   |
|          | Medalia Amílcar Cabral                            | Guineea-Bissau | 2024 | [ 116 ]   |